# أرتيم هروموف
أرتيم هروموف (بالأوكرانية: Громов Артем Ігорович)‏ (14 يناير 1990 بستري في أوكرانيا - ) هو لاعب كرة قدم أوكراني في مركز الوسط. شارك مع منتخب أوكرانيا تحت 21 سنة لكرة القدم ومنتخب أوكرانيا لكرة القدم. أما مع النوادي، فقد لعب مع دينامو كييف وزوريا لوهانسك ونادي فورسكلا بولتافا.

## وصلات خارجية
- أرتيم هروموف على موقع الاتحاد الأوربي (الإنجليزية)
- أرتيم هروموف على موقع اتحاد أوكرانيا (الإنجليزية)
- أرتيم هروموف على موقع قاعدة بيانات كرة القدم.إي يو (الإنجليزية)
- أرتيم هروموف على موقع ناشيونال فوتبول تيمز (الإنجليزية)
- أرتيم هروموف على موقع Soccerway.com (الإنجليزية)
- أرتيم هروموف على موقع عالم كرة القدم.نت (الإنجليزية)
- أرتيم هروموف على موقع AS.com (الإسبانية)